# Estación de Alaró-Consell
Alaró-Consell es un apeadero ferroviario perteneciente a la red de Servicios Ferroviarios de Mallorca. Está situado en el término municipal de Consell, entre esta última población y la localidad de Alaró, a la que también presta servicio. Cuenta con servicios de cercanías de las tres líneas de SFM (T1, T2 y T3), con destino a Inca, La Puebla y Manacor, respectivamente. Históricamente, la estación perteneció también al Ferrocarril de Alaró, hoy desaparecido.

## Situación ferroviaria
La estación, que se encuentra a 152 metros de altitud, forma parte del trazado de la línea férrea de ancho métrico de Palma a Manacor, originalmente de Palma a Artá, punto kilométrico 18,494. El tramo es de vía doble y está electrificado a 1500 V en CC.
Históricamente, la estación perteneció también al Ferrocarril de Alaró, hoy desaparecido, de ancho de tres pies (una yarda) de Consell a Alaró, punto kilométrico 0,0.

## Historia

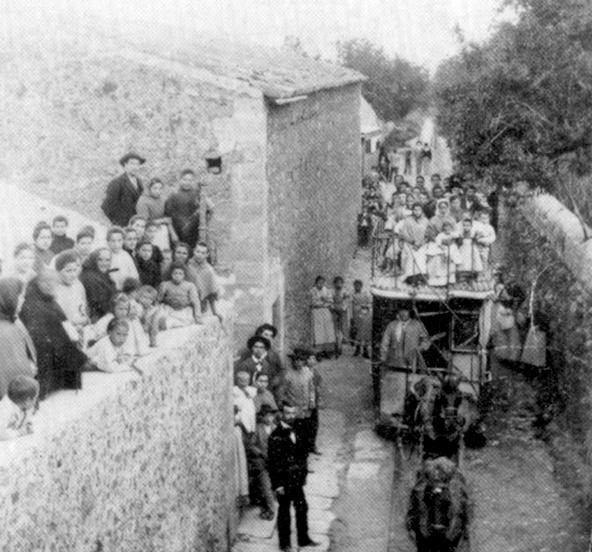
Coche tirado por caballos, que enlazaba Consell y Alaró con la estación actual de SFM.

### Primeros años

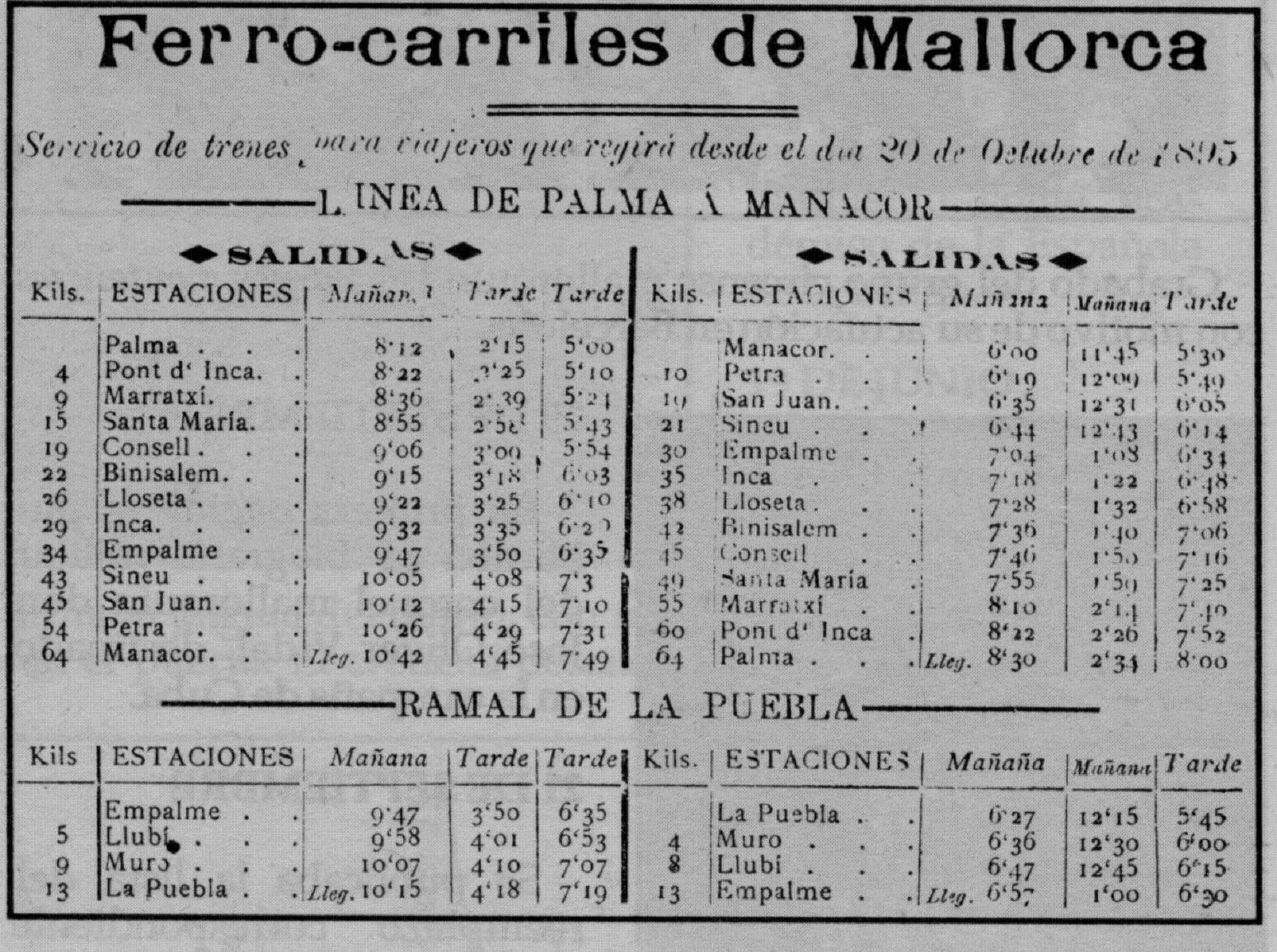
Horarios de 1895, donde aparece la estación bajo la denominación de Consell.

La estación fue inaugurada el 25 de febrero de 1875 con la puesta en marcha del tramo Palma de Mallorca – Inca de la actual línea Palma - Manacor. Su explotación inicial quedó a cargo de la Compañía de los Ferrocarriles de Mallorca quien también se hizo con la línea Inca - La Puebla en 1878 y con la totalidad de la red ferroviaria mallorquina a excepción del Ferrocarril de Sóller. Inicialmente el ancho de la vía era de tres pies (914 mm).
Entre el 13 de abril de 1881 y el 24 de febrero de 1935 existió un tranvía de 4 km que unía ambas poblaciones con la estación. En sus inicios, los trenes del Ferrocarril de Alaró eran de tracción animal. El trayecto descendente hasta la estación de los Ferrocarriles de Mallorca se realizaba por inercia, controlándose la velocidad con el freno de mano. Los caballos bajaban solos por la carretera. Sin embargo, en las subidas hacia Alaró, los caballos arrastraban el tren. En 1921 entraron en servicio dos locotractores [sic] de gasolina en sustitución de la tracción animal. La línea sirvió a numerosas minas situadas en las inmediaciones del trazado ferroviario.
En 1922 se llegó a contemplar la electrificación del tramo entre Palma e Inca, pero el proyecto presentado no se llevó a cabo. El 5 de mayo de 1931 se completó la doble vía en ese mismo tramo. Tras la Guerra Civil, y debido al desabastecimiento, en 1940 el lignito de Alaró volvió al mercado. Se volvieron a tender las vías a lo largo de 2 km entre Alaró y Consell, pero finalmente la vía fue desmantelada tras prestar servicio entre 1944 y 1951. Cabe decir que, al no ser la línea de ancho ibérico, la estación no fue nacionalizada y transferida a RENFE (creada en 1941) sino que pudo conservar su autonomía, al menos durante una década.

### Bajo EFE y FEVE
El 1 de agosto de 1951 las líneas de los Ferrocarriles de Mallorca se nacionalizan y pasan a ser gestionados por Explotación de Ferrocarriles por el Estado (EFE). En 1956 comenzaron a circular los primeros automotores Ferrostaal traídos de Alemania. Fueron cuatro unidades de un solo coche que estuvieron en servicio hasta que fueron destruidas por un incendio diez años más tarde. El patrimonio ferroviario de Ferrocarriles de Mallorca quedó incorporado definitivamente al estado en 1959. EFE inició un proceso de sustitución de la tracción vapor por diésel, que supuso la eliminación de la tracción a vapor, cuyo último servicio aconteció el 12 de diciembre de 1964.
Sin embargo, con la creación de FEVE la explotación quedó a cargo de nueva compañía estatal en 1964. El 20 de junio de 1977 fue clausurado el tramo Empalme-Manacor-Artá, debido a un accidente en un paso a nivel en Petra. El cierre, que iba a ser temporal, se convirtió en definitivo. Este hecho supuso que la estación perdiera la conexión con Artá y Manacor. El 28 de febrero de 1981 fue clausurado un segundo tramo, el de Inca a La Puebla por falta de rentabilidad. En 1985 se completó la conversión del trazado de ancho de tres pies a ancho métrico, tras varios años de obras.

### Bajo SFM
El 31 de marzo de 1994 la gestión de FEVE se traspasa al gobierno balear, por medio de los Serveis Ferroviaris de Mallorca (SFM) fundados el 14 de enero de ese mismo año, que explota un total de 77 kilómetros de vías en ancho métrico.
En 1998 el Gobierno de las Islas Baleares inició las obras de reapertura de la línea de tren de Inca a La Puebla, recuperando el enlace el 27 de diciembre de 2000. 
El 11 de mayo de 2003 se recuperó el servicio ferroviario hasta Manacor. El 16 de febrero de 2012 se inauguró la electrificación de la línea. Finalmente, el 24 de febrero de 2012 se concluyeron las obras de electrificación entre Palma y Empalme, dando paso a unidades eléctricas de la serie 81 de SFM para cubrir este trayecto, realizándose en Empalme los necesarios trasbordos a unidades diésel de la serie 61 hasta La Puebla y Manacor, hasta la completar la electrificación de la red el 8 de enero de 2019.

## La estación
Pertenece a las estaciones originales de la línea. El edificio de viajeros es de dos plantas y está situado a la izquierda de las vías en kilometraje ascendente. Consta de dos vías con dos andenes laterales conectados por un paso a nivel por el costado de Inca. Aparte del edificio de viajeros, existió una pequeña cochera construida por el Ferrocarril de Alaró, hoy desaparecida. La línea se inauguró en 1881, si bien hasta el 1884 no se finalizaron las obras de los edificios de la estación.
En su inauguración, la estación se consideró como apeadero y no se construyó más que un edificio de 7 metros de ancho por 10 de largo, destinando la planta baja al servicio de viajeros y el piso principal para dependencia del jefe de estación. Actualmente se han construido unos nuevos andenes dotados de refugios, por lo que los trenes no se detienen frente al edificio de viajeros. Por el costado de Inca hay una parada de autobuses, con una pequeña marquesina, que une la estación con Alaró y Consell a diario (línea 342). También queda conectada con Orient a través de Alaró (línea 331), los sábados y festivos.

## Servicios ferroviarios
La estación forma parte de las líneas de la red de Servicios Ferroviarios de Mallorca (SFM). El servicio se presta con trenes eléctricos de la serie 81 de SFM, fabricados por CAF.
El horario de frecuencias de la estación puede consultarse en la siguiente página. En general, hay una frecuencia mínima de diez minutos hacia Palma en laborables y hasta de treinta minutos hacia Palma en sábados y festivos. Los tiempos de paso aumentan en las conexiones con La Puebla y Manacor, pudiendo llegar en algún momento a ser superior a la hora. Algunos de los servicios, especialmente de la T2, no efectúan paradas intermedias entre Marrachí y Palma. Estos trenes se conocen como Inca Express y acortan tiempos de viaje. Este servicio se presta con unidades eléctricas de piso bajo de la serie 91 de SFM.
| procedencia/destino | < estación  | Línea      | estación > | destino/procedencia |
| ------------------- | ----------- | ---------- | ---------- | ------------------- |
| Palma de Mallorca   | Santa María | [ nota 1 ] | Binisalem  | Inca                |
| Palma de Mallorca   | Santa María |            | Binisalem  | La Puebla           |
| Palma de Mallorca   | Santa María |            | Binisalem  | Manacor             |